# Vojvoda Edinburgha
Vojvoda Edinburgha (engl. Duke of Edinburgh), britanska kraljevski naslov nazvan prema gradu Edinburghu u Škotskoj, a koja je bio dodijeljen članovima britanske kraljevske obitelji samo četiri puta od svojega nastanka 1726. godine. Zadnji, do sada, nositelj je princ Filip, kraljevski suprug Elizabete II.

## Više informacija
- Edinburgh
- Nagrada vojvode Edinburgha
- Edinburgh Sedam Mora
- Princ Edmund (Crna Guja), o izmišljenom vojvodi Edinburgha
- popis vojvodina po vladavinama

## Vanjske poveznice
- NJ. Kr. Vis. vojvoda Edinburgha  Arhivirana inačica izvorne stranice od 2. ožujka 2014. (Wayback Machine) na Burkeovu perstvu
- vojvoda Edinburgha  Arhivirana inačica izvorne stranice od 16. listopada 2015. (Wayback Machine)